# Atalantalepke
Az atalantalepke vagy admirálislepke (Vanessa atalanta, korábban Pyrameis atalanta) a tarkalepkefélék (Nymphalidae) családjában a Vanessa nem egyik faja.

## Előfordulása
A mérsékelt égövi Európában, Ázsiában és Észak-Amerikában él.

## Megjelenése
Szárnyai bársonyos feketék; az elülsőt fehér foltok és piros szalag díszíti, a hátulsót piros szegély. A hátulsó szárnyak fonákján a barnássárga minta jó rejtőszín.

## Életmódja
Május és október között két nemzedéke repül; ritkán még novemberben is látható egy-egy példány. A nyílt területeket kedveli, kertekben, gyümölcsösökben, erdőszéleken, parkokban látható. 
Vándorlepke: a második nemzedék imágói Dél-Európában telelnek át, és tavasszal vándorolnak vissza. A német területekről délnek vonuló második nemzedék nagy része az Alpokban elpusztul. Ritkán egy-egy példánya a Kárpát-medencében is áttelelhet. Gyakran üldögél túlérett gyümölcsön, fatörzsek szivárgó nedvén, de virágokon is.
A nőstény naponta 1–100 petét rak a csalán leveleire; ezek 4–7 nap alatt kelnek ki. A hernyó tápnövényei a csalán és a bogáncs–; 2–3 hét múlva bábozódik. Bábja úgynevezett zuhanóbáb: ez testének hátsó végét rögzíti úgy, hogy a feje szabadon lecsüng.
|  |  |